# Dissotis irvingiana
Dissotis irvingiana là một loài thực vật có hoa trong họ Mua. Loài này được Hook. mô tả khoa học đầu tiên năm 1859.